# 긴뼈
긴뼈(영어: long bone) 또는 장골(한국 한자: 長骨)은 긴뼈, 짧은뼈, 납작뼈, 불규칙뼈, 종자뼈 등 이 다섯 가지 유형의 뼈 중 하나이다. 긴뼈, 특히 대퇴골과 경골은 일상 활동 중에 대부분의 하중을 받으며 골격 이동성에 매우 중요하다.